# Charco del Palo
Charco del Palo ist ein Ort an der Nordostküste der politisch zu Spanien gehörenden Kanareninsel Lanzarote. Die Siedlung ist ein Touristenort, der rund 20 Kilometer nördlich der Inselhauptstadt Arrecife liegt, aufgeteilt auf die Gemeinden Haría und Teguise. Es werden 204 ständige Einwohner in Haría und 25 Einwohner in Teguise gezählt (Stand: 2011).

## Charakter

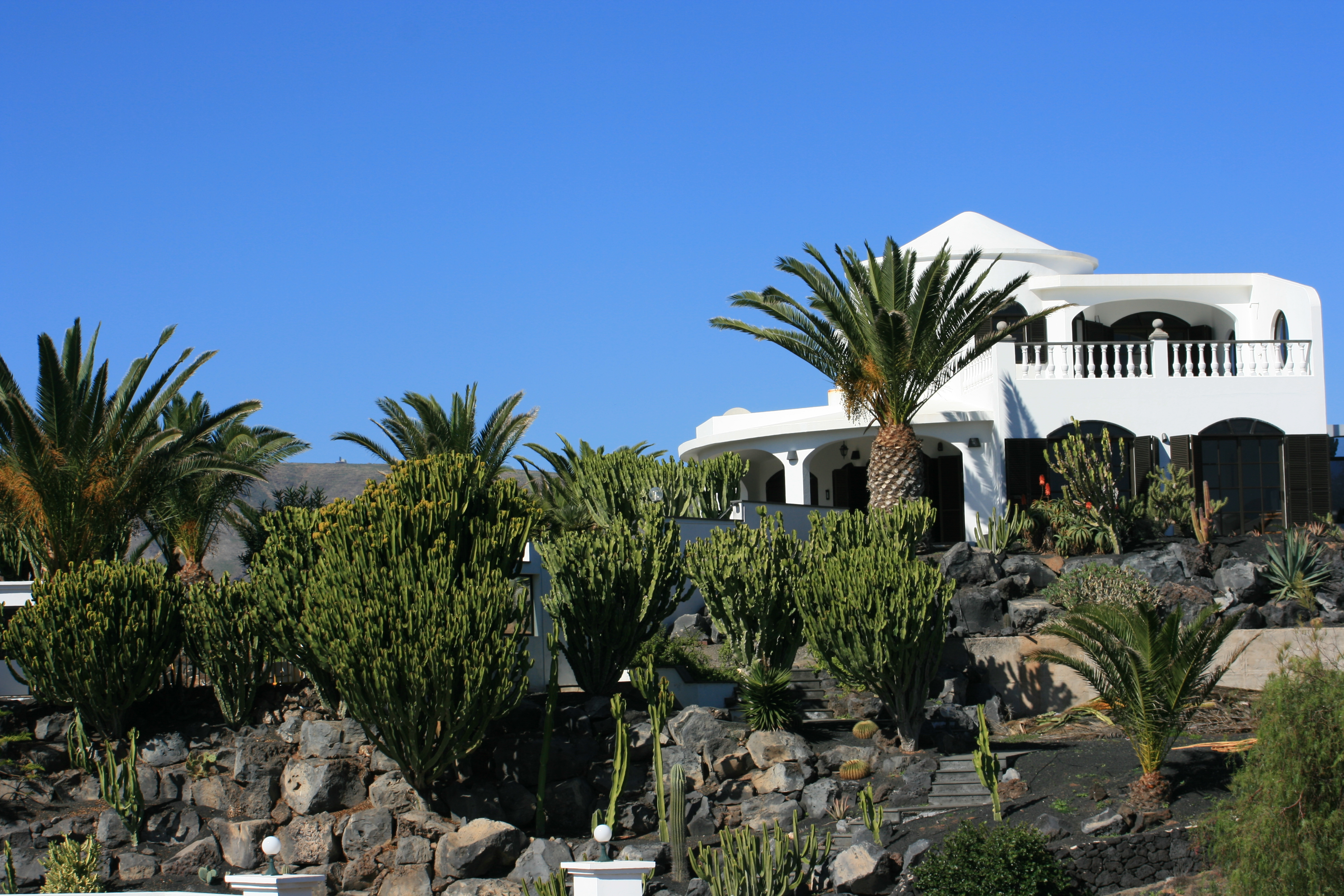
Ferienhaus im Charco del Palo

Charco del Palo besitzt als einziger Ort seit dem 4. Dezember 1980 eine offizielle FKK-Genehmigung und ist damit das Nudistenzentrum der Insel Lanzarote. An dieser zerklüfteten Küste gibt es keine Sandstrände, allerdings hat man kleine, gezeitenabhängige Naturschwimmbecken geschaffen.
In Charco del Palo hat ein großer FKK-Reiseveranstalter zwei Ferienanlagen errichtet. Daneben gibt es ein umfangreiches Angebot an privaten Bungalows und Apartments, die als Ferienunterkünfte vermietet werden. 
Es gibt 2 Restaurants, ein Café und einen kleinen Supermarkt.